# Monetazione dei Vestini
La monetazione dei Vestini riguarda le emissioni dei Vestini, una popolazione di lingua osco-umbra, nell'area tra L'Aquila e il Mar Adriatico all'altezza di Penne. Tradizionalmente i numismatici trattano le monete dei Vestini sono considerate come parte della monetazione greca, nonostante sia una popolazione osco-umbra.

## Contesto storico
La monetazione dei Vestini è collocata nel III secolo a.C. Nel 304 a.C., dopo la disfatta subita dagli Equi, i vicini dei Vestini - Marsi, Peligni, Marrucini e Frentani, inviarono ambasciatori a Roma per chiedere un'alleanza, che fu loro concessa attraverso un trattato. Con i Vestini invece l'accordo fu siglato soltanto due anni dopo, nel 302 a.C..
La romanizzazione dei Vestini fu graduale. Dopo il trattato del 302 a.C., le loro città di Aveia e Peltuinum furono semplicemente annesse alla Repubblica romana. Combatterono poi al fianco di Roma alla seconda guerra punica partecipando nel 225 a.C. a un contingente di cavalleria di quattromila armati insieme a Marrucini, Frentani e Marsi.

## Contesto monetario
La monetazione dei Vestini è collocata tra il 275 e il 225 a.C.. Si tratta di una serie monete di bronzo fuse.
Le monete sono basate su un asse di 380 g circa, suddiviso in 10 once anziché in 12. Questa suddivisione è caratteristica di una serie di comunità tutte collocate nella costa adriatica. Oltre ai Vestini hanno questa suddivisione alcune comunità dell'Umbria (Ariminum), di Luceria, del Picenum (Hatria) e della Apulia (Venosa) La suddivisione decimale fu usata anche da Capua durante la seconda guerra punica.
In questo caso le frazioni prendono nomi differenti rispetto a quelli utilizzati nella costa tirrenica, dove la libra è suddivisa in 12 once. Si parla in questo caso di semiuncia, uncia, biuncia e teruncia, cioè dal valore di 1/2, 1, 2, o 3 once. Il piede monetario usato è simile a quello delle monetazioni di Ariminum e di Hatria. In altre comunità la libbra di riferimento è diversa, ad esempio è di 341 g in Apulia.

## Monete
La monetazione è costituita da quattro valori: teruncius, biunx, uncia e semuncia. La legenda per tutte le monete della serie è  espresso con le prime tre lettere dell'etnico, VES, in alfabeto latino, come nelle monete della vicina Hatria.
Teruncius
Il teruncius, cioè la moneta da tre once, ha al dritto una zampa di leone accompagnata dell'etnico e al rovescio un aratro, accompagnato dall'indicazione di valore, costituita da tre globuli.
Di questo nominale è conosciuto un unico esemplare, che è stato in passato proprietà di Haeberlin. La moneta non è integra e quindi il peso reale, 85,57 g, è inferiore al peso teorico che dovrebbe essere di circa 114 grammi.
Biunx
Il biunx, il nominale da 2 once, ha su un lato una testa di toro raffigurata di fronte: sopra ci sono due globuli, segno di valore. Sull'altro lato è raffigurato un crescente accompagnato dall'etnico. Il peso dei 4 esemplari noti varia tra i 74,3 e i 85,5 grammi.
Questa moneta era stata identificata come appartenente ai Vestini già da Eckhel.
Oncia
L'oncia presenta su un lato una conchiglia, del tipo della capasanta, e l'etnico. Sull'altro lato è presente un bipenne e, sulla sinistra, il segno di valore, in questo caso un globulo. Il peso degli esemplari noti varia tra i 31,0 e i 44,2 grammi.
Semioncia
La semioncia ha su un lato una scarpa e il segno di valore, rappresentato da una S arcaica (). Sull'altro lato c'è solo l'etnico. Il peso varia tra i 16,0 e i 23,1 grammi.